# Chó sục cảnh Anh Quốc
Chó sục cảnh Anh Quốc (tiếng Anh: English Toy Terrier - Black and Tan) là một giống chó sục nhỏ trong nhóm chó cảnh. Chó sục cảnh Anh Quốc cao khoảng 25–30 cm ở các vai và nặng 2.7–3.6 kg

## Lịch sử
Chó sục cảnh Anh Quốc phát triển từ Old English Black và Tan Terrier và có liên quan chặt chẽ với Chó sục Manchester hơn. Nguồn gốc của loài chó sục này nằm trong thế giới của hố chuột, một môn thể thao phổ biến ở các thành phố của nước Anh Victoria nơi những con chó được đặt trong một vòng tròn hoặc hố với một số con chuột và cá cược con chó nào sẽ giết hết chuột trong thời gian nhanh nhất. Trong đó những con chó nhỏ được đánh giá cao vì có khả năng giết chết chuột trong thời gian ngắn nhất. Năm 1848, một con chó sục màu đen và nâu nặng 2,5 kg có tên Tiny được ghi nhận là đã giết chết 300 con chuột trong vòng chưa đầy một giờ.
Năm 1920, giống chó Chó sục đen và nâu (Black and Tan Terriers) được chia làm hai giống, Chó sục Manchester và chó sục cảnh Anh Quốc (dưới cái tên Miniature). Cái tên "Chó sục cảnh Anh Quốc" được thông qua vào năm 1962. Giống chó Chó sục đen và nâu được xuất khẩu sang Canada và Mỹ, thành lập một quần thể phân lập chủ yếu từ châu Âu cho đến rất gần đây. Ở Bắc Mỹ, hai kích thước cũng được chia thành hai giống cho đến năm 1958 khi số lượng giảm của tiêu chuẩn của giống chó sục Maschester giảm khiến AKC xác định lại chúng là một giống duy nhất có hai nhóm; Tiêu chuẩn và Chó cảnh.

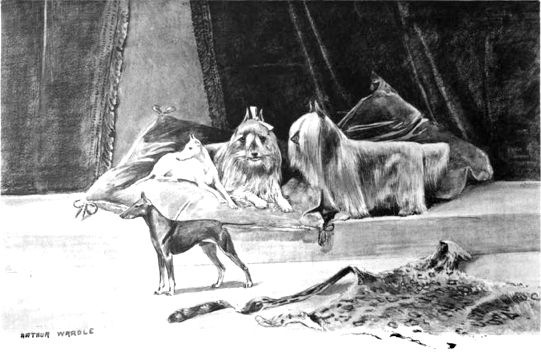
Chó sục cảnh Anh Quốc năm 1894 với một chú chó đồ chơi rất phổ biến khác của thời đại, Chó sục Paisley